# Kosmos 134
Kosmos 134 (ros. Космос 134) – radziecki wojskowy  satelita rozpoznania optycznego z okresu zimnej wojny, przeznaczony do wykonywania zdjęć powierzchni Ziemi. Dwudziesty czwarty statek typu Zenit-4, należący do programu Zenit, który znalazł się na orbicie. Misja satelity rozpoczęła się w 3 grudnia 1966 roku. Konstrukcja satelity została oparta na załogowych kapsułach Wostok. Dodatkowo satelitę wykorzystano do przeprowadzenia eksperymentów naukowych.

## Budowa i działanie

Rakieta Woschod 11A57 (druga z prawej), która wyniosła na orbitę satelitę Kosmos 134

Optyczne satelity wywiadowcze serii Zenit 4 zostały zbudowane w oparciu o doświadczenia wyniesione z budowy serii satelitów Zenit 2, które z kolei bazowały na załogowym statku Wostok. Satelity serii Zenit 4 w porównaniu do statków wcześniejszej generacji, zostały wyposażone w kamerę o wyższej rozdzielczości, Ftor 4, która charakteryzowała się ogniskową 3 m . Po ośmiodniowym pobycie na orbicie od statku oddzielała się kapsuła z filmem fotograficznym, która następnie lądowała w wyznaczonym miejscu na spadochronie .

## Misja
Misja satelity rozpoczęła się 3 grudnia 1966 roku, kiedy rakieta Woschod 11A57 wyniosła z kosmodromu Bajkonur satelitę Kosmos 134 na niską orbitę okołoziemską. Po znalezieniu się na orbicie satelita otrzymał oznaczenie COSPAR 1966-108A  . Była to dwudziesta czwarta zakończona sukcesem misja satelity z serii Zenit 4 .
Po zakończeniu misji część satelity nie lądująca na spadochronie, spłonęła w górnych warstwach atmosfery 11 grudnia 1966 roku .